# Wang Haixia
Wang Haixia (ur. 18 listopada 1982) – chińska judoczka.
Startowała w Pucharze Świata w 2000, 2002 i 2004. Brązowa medalistka mistrzostw Azji w 2008; piąta w 2004. Trzecia na akademickich MŚ w 2006 roku.